# Yigoga iranicola
Yigoga iranicola là một loài bướm đêm trong họ Noctuidae.